# Elaenia strepera
Az Elaenia strepera a madarak osztályának verébalakúak (Passeriformes) rendjébe a királygébicsfélék (Tyrannidae) családjába tartozó faj.

## Rendszerezése
A fajt Jean Cabanis német ornitológus írta le 1883-ban.

## Előfordulása
Dél-Amerikában, Argentína, Bolívia, Kolumbia, Peru és Venezuela területén honos. Kóborlásai során eljut Trinidad és Tobagóra is.
Természetes élőhelye szubtrópusi és trópusi síkvidéki esőerdők, lombhullató erdők és cserjések, folyók és patakok környékén, valamint másodlagos erdők. Vonuló faj.

## Megjelenése
Testhossza 15 centiméter, testtömege 18-20 gramm.

## Életmódja
Rovarokkal és bogyókkal táplálkozik.

## Természetvédelmi helyzete
Az elterjedési területe nagyon nagy, egyedszáma ugyan csökken, de még nem éri el a kritikus szintet. A Természetvédelmi Világszövetség Vörös listáján nem fenyegetett fajként szerepel.